# بيت جسار (الرجم)

تعديل مصدري - تعديل

بيت جسار هي إحدى قرى عزلة العزكي بمديرية الرجم التابعة لمحافظة المحويت، بلغ تعداد سكانها 279 نسمة حسب تعداد اليمن لعام 2004.